# Federico Browne
Pour les articles homonymes, voir Browne.
Federico Browne, né le 7 avril 1976 à Buenos Aires, est un joueur de tennis professionnel argentin.
En 1994, il devient champion du monde junior à l'ITF en simple garçons. Cependant, il ne rééditera pas ses performances réalisées en junior chez les seniors, ne remportant aucun titre ATP et n'atteignant au classement mondial qu'une 106e place en août 2003.

## Carrière
Après des débuts discrets sur le circuit junior où il atteint tout de même les demi-finales de l'Orange Bowl fin 1993, Frederico Browne se montre intraitable lors de la saison 1994, remportant plus de 120 matchs pour à peine 11 défaites. Il enchaîne notamment une impressionnante série de 13 titres consécutifs (soit 75 matchs), principalement au cours de la tournée sud-américaine. Parmi ses succès, il s'est imposé à Barranquilla, l'Asuncion Bowl, aux championnats sud-américains contre Mariano Zabaleta, puis en Europe à Santa Croce, Milan (Grade A) et à l'Astrid Bowl. Devenu no 1 mondial à l'occasion des Internationaux de France, il échoue cependant au troisième tour contre Maxime Huard. Demi-finaliste à l'US Open, il se rattrape en fin d'année avec un titre à l'Eddie Herr, puis une nouvelle demi-finale à l'Orange Bowl.
Une fois sur le circuit professionnel, il dû attendre décembre 1999 pour remporter son premier tournoi Challenger à Mexico. En 2000, il est quart de finaliste à Munich et passe le premier tour du tournoi de Roland-Garros avant de s'incliner en cinq sets contre Sébastien Grosjean. Après avoir connu diverses blessures, il refait surface en 2002 où il s'impose à Donetsk et à La Réunion. Il connaît ensuite sa meilleure saison en 2003 puisqu'il atteint les quarts de finale à Casablanca, puis la finale du Challenger de San Luis Potosí. Enfin, il franchit une nouvelle fois le premier tour à Roland-Garros en écartant Olivier Rochus après avoir remonté un déficit de deux sets à zéro.
À partir de la fin de la saison 2002, il obtient de meilleurs résultats en double, parvenant en finale du tournoi de Buenos Aires en 2004 et remportant un total de 10 tournois Challenger.

## Palmarès

### Finale en double messieurs
| No | Date       | Nom et lieu du tournoi        | Catégorie   | Dotation  | Surface      | Vainqueurs                    | Partenaire      | Score          |          |
| -- | ---------- | ----------------------------- | ----------- | --------- | ------------ | ----------------------------- | --------------- | -------------- | -------- |
| 1  | 16-02-2004 | ATP Buenos Aires Buenos Aires | Int' Series | 355 000 $ | Terre (ext.) | Lucas Arnold Ker Mariano Hood | Diego Veronelli | 7-5, 62-7, 6-4 | Parcours |

## Parcours dans les tournois du Grand Chelem

### En simple
| Année | Open d'Australie | Open d'Australie | Internationaux de France | Internationaux de France | Wimbledon | Wimbledon | US Open | US Open |
| ----- | ---------------- | ---------------- | ------------------------ | ------------------------ | --------- | --------- | ------- | ------- |
| 2000  | —                | —                | 2e tour (1/32)           | S. Grosjean              | —         | —         | —       | —       |
| 2001  | —                | —                | —                        | —                        | —         | —         | —       | —       |
| 2002  | —                | —                | —                        | —                        | —         | —         | —       | —       |
| 2003  | —                | —                | 2e tour (1/32)           | F. Mantilla              | —         | —         | —       | —       |

N.B. : à droite du résultat se trouve le nom de l'ultime adversaire.

### En double
| Année | Open d'Australie | Open d'Australie | Internationaux de France   | Internationaux de France    | Wimbledon                | Wimbledon           | US Open                  | US Open                 |
| ----- | ---------------- | ---------------- | -------------------------- | --------------------------- | ------------------------ | ------------------- | ------------------------ | ----------------------- |
| 2003  | —                | —                | 1er tour (1/32) L. Horna   | D. Bowen A. Fisher          | —                        | —                   | —                        | —                       |
| 2004  | —                | —                | 2e tour (1/16) I. Karlović | M. Fyrstenberg M. Matkowski | 1er tour (1/32) G. Coria | W. Black K. Ullyett | 1er tour (1/32) G. Cañas | R. Schüttler M. Youzhny |

N.B. : le nom du ou de la partenaire se trouve sous le résultat ; le nom des ultimes adversaires se trouve à droite.

## Parcours dans lesMasters 1000
| Année | Indian Wells        | Miami | Monte-Carlo | Rome | Hambourg | Canada | Cincinnati | Madrid | Paris |
| ----- | ------------------- | ----- | ----------- | ---- | -------- | ------ | ---------- | ------ | ----- |
| 2004  | 1er tour W. Arthurs | —     | —           | —    | —        | —      | —          | —      | —     |

N.B. : sous le résultat se trouve le nom de l’ultime adversaire.

## Parcours enCoupe Davis
| #                                                        | Date             | Lieu    | Surface    | Gagnant         | Perdant         | Score         |  |
|                                                          |                  |         |            |                 |                 |               |  |
| 1995 - 1/2 finale (groupe I) - Venezuela - Argentine 3:2 |                  |         |            |                 |                 |               |  |
| 4                                                        | 31/03-02/04/1995 | Caracas | Dur (ext.) | Nicolás Pereira | Federico Browne | 6-3, 6-1, 7-5 |  |

## Classements ATP en fin de saison
| Année          | 1994 | 1995 | 1996 | 1997 | 1998 | 1999 | 2000 | 2001 | 2002 | 2003 | 2004 | 2005 |
| Rang en simple | 410  | 344  | 378  | 271  | 236  | 158  | 157  | 352  | 228  | 134  | 350  | 1191 |
| Rang en double | 713  | 592  | 382  | 771  | 246  | 174  | 380  | 395  | 131  | 101  | 113  | 822  |

Source : (en) Classements de Federico Browne sur le site officiel de la Fédération internationale de tennis